# Ravne, Železniki
Ravne este o localitate din comuna Železniki, Slovenia, cu o populație de 6 locuitori.